# Liste der Nummer-eins-Hits in Frankreich (1988)
Diese Liste enthält alle Nummer-eins-Hits in Frankreich im Jahr 1988. Es gab in diesem Jahr 13 Nummer-eins-Singles und neun Nummer-eins-Alben.
| Singles | Alben |
| --- | --- |
| - Guesch Patti – Étienne - 6 Wochen (27. Dezember 1987 – 6. Februar 1988) - Jean-Jacques Goldman & Strima – Là-bas - 2 Wochen (7. Februar – 20. Februar, insgesamt 3 Wochen; → 1987) - Sabrina – Boys (Summertime Love) - 1 Woche (21. Februar – 27. Februar, insgesamt 2 Wochen) - Black – Wonderful Life - 1 Woche (28. Februar – 5. März) - Sabrina – Boys (Summertime Love) - 1 Woche (6. März – 12. März, insgesamt 2 Wochen) - Glenn Medeiros – Nothing’s Gonna Change My Love for You - 7 Wochen (13. März – 30. April) - Florent Pagny – N'importe quoi - 6 Wochen (1. Mai – 11. Juni, insgesamt 7 Wochen) - a-ha – Stay on These Roads - 2 Wochen (12. Juni – 25. Juni) - Florent Pagny – N'importe quoi - 1 Woche (26. Juni – 2. Juli, insgesamt 7 Wochen) - Sandy – J'ai faim de toi - 2 Wochen (3. Juli – 16. Juli) - Début de soirée – Nuit de folie - 7 Wochen (17. Juli – 3. September) - Elsa avec Glenn Medeiros – Un roman d'amitié - 8 Wochen (4. September – 29. Oktober) - Paco – Amor de mis amores - 5 Wochen (30. Oktober – 3. Dezember) - Mylène Farmer – Pourvu qu'elles soient douces - 5 Wochen (4. Dezember 1988 – 7. Januar 1989) | - Jean-Jacques Goldman – Entre gris clair et gris foncé - 18 Wochen (8. November 1987 – 12. März 1988) - Johnny Hallyday – Johnny à Bercy - 4 Wochen (13. März – 9. April) - Johnny Clegg & Savuka – Third World Child - 2 Wochen (10. April – 23. April, insgesamt 14 Wochen) - Renaud – Putain de camion - 2 Wochen (24. April – 7. Mai) - Johnny Clegg & Savuka – Third World Child - 12 Wochen (8. Mai – 30. Juli, insgesamt 14 Wochen) - Johnny Clegg – Shadow Man - 2 Wochen (31. Juli – 13. August) - Éric Serra – Le grand bleu (Soundtrack) - 8 Wochen (14. August – 8. Oktober) - Jacques Brel – 15 ans d'amour – Les adieux à l'Olympia 66 - 8 Wochen (9. Oktober – 3. Dezember) - Dire Straits – Money For Nothing - 2 Wochen (4. Dezember – 17. Dezember, insgesamt 12 Wochen; → 1989) - Mylène Farmer – Ainsi soit je - 2 Wochen (18. Dezember – 31. Dezember) |